# Primera División 1964 (Argentina)
La Primera División 1964 è stata la trentaquattresima edizione del massimo torneo calcistico argentino e la trentaquattresima ad essere disputata con la formula del girone unico. Vide la vittoria finale del Boca Juniors, al suo 9º titolo per l'epoca professionistica e il 15º considerando anche i tornei dell'era amatoriale.

## Classifica
| Pos | Club                        | G  | V  | N  | S  | GF | GS | P  |
| 1   | Boca Juniors                | 30 | 17 | 10 | 3  | 35 | 15 | 44 |
| 2   | Independiente               | 30 | 15 | 8  | 7  | 44 | 26 | 38 |
| 3   | River Plate                 | 30 | 13 | 11 | 6  | 42 | 30 | 37 |
| 4   | San Lorenzo de Almagro      | 30 | 12 | 12 | 6  | 46 | 31 | 36 |
| 5   | Atlanta                     | 30 | 12 | 11 | 7  | 46 | 42 | 35 |
| 6   | Racing Club de Avellaneda   | 30 | 12 | 8  | 10 | 45 | 37 | 32 |
| 6   | Banfield                    | 30 | 11 | 10 | 9  | 34 | 32 | 32 |
| 8   | Vélez Sársfield             | 30 | 12 | 7  | 11 | 43 | 36 | 31 |
| 9   | Huracán                     | 30 | 10 | 9  | 11 | 38 | 36 | 29 |
| 9   | Ferro Carril Oeste          | 30 | 9  | 11 | 10 | 33 | 33 | 29 |
| 11  | Rosario Central             | 30 | 7  | 14 | 9  | 37 | 38 | 28 |
| 12  | Chacarita Juniors           | 30 | 9  | 9  | 12 | 32 | 48 | 27 |
| 13  | Gimnasia y Esgrima La Plata | 30 | 6  | 13 | 11 | 27 | 36 | 25 |
| 14  | Estudiantes de La Plata     | 30 | 6  | 12 | 12 | 36 | 47 | 24 |
| 15  | Argentinos Juniors          | 30 | 4  | 9  | 17 | 26 | 45 | 17 |
| 16  | Newell's Old Boys           | 30 | 1  | 14 | 15 | 19 | 51 | 16 |

### Classifica marcatori
|  | Gol | Marcatore    | Squadra     |  |
|  | --- | ------------ | ----------- |  |
|  | 17  | Héctor Veira | San Lorenzo |  |
|  |     |              |             |  |